# ヒュロッキン

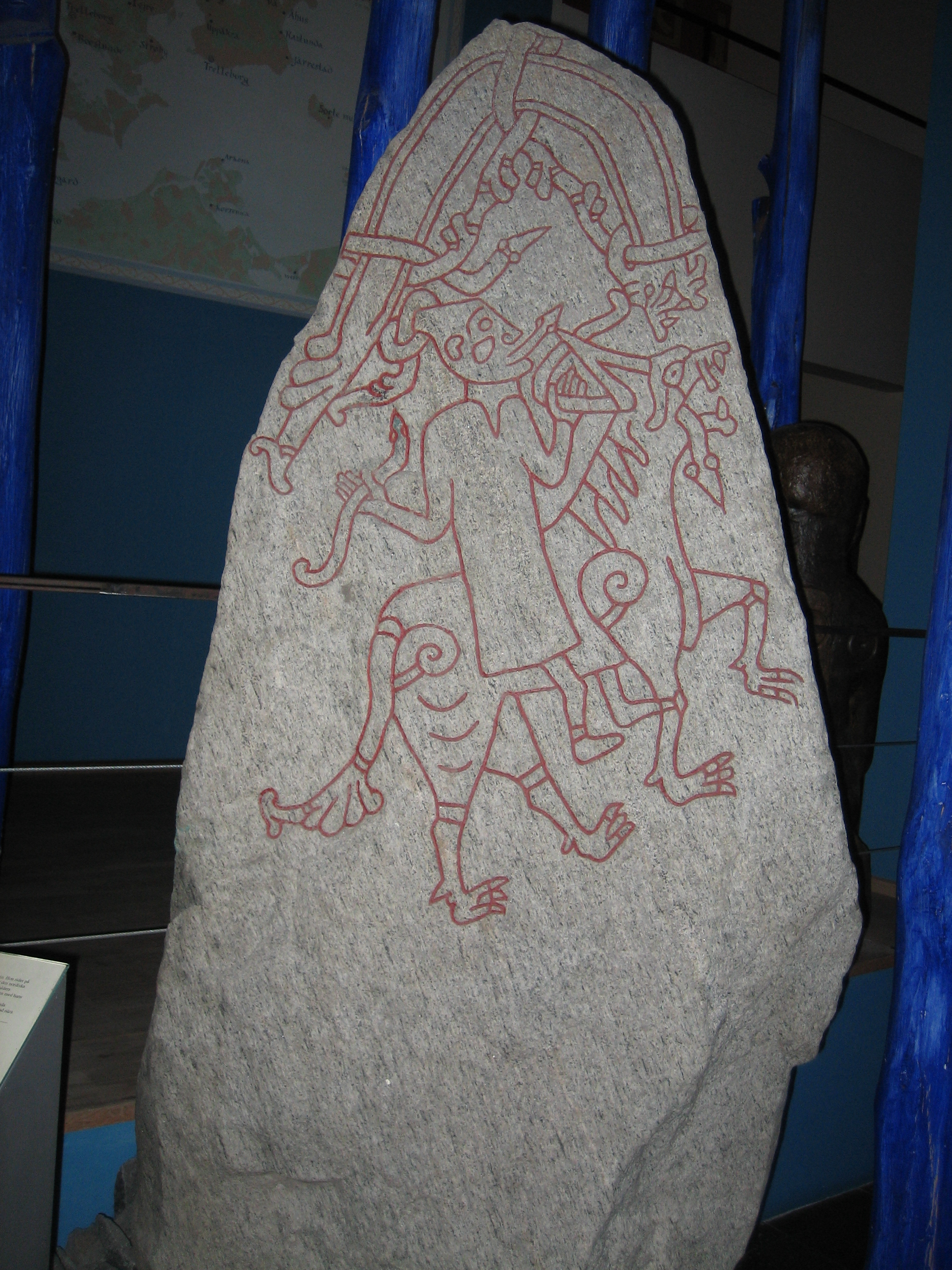
フンネシュタット(Hunnestad)のルーン石碑に描かれた、狼に乗ったヒュロッキン。

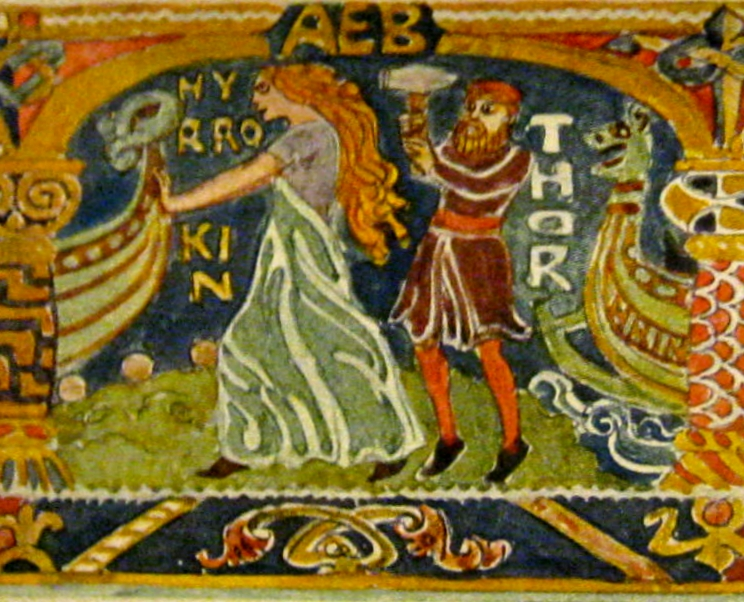
エミール・デープラーによって描かれた、トールに殺されかかるヒュロッキン。（1905年）

ヒュロッキン (Hyrrokin) は、北欧神話の女巨人。
『スノッリのエッダ』第一部『ギュルヴィたぶらかし』が伝えるところでは、バルドルの船葬の際にバルドルを載せた大船フリングホルニを海へ流すために神々に呼ばれ、ヨトゥンヘイムから狼に乗って駆けつけたが、その手綱は毒蛇であったとされる。大船はたやすく押し流すことができたが、乱暴に押したためトールの怒りを買ってしまい、トールはミョルニルを握ってヒュロッキンの頭を打ち割ろうとするが、オーディンらが宥めたので手を引いた。